# Ameritech Cup 1989
L'Ameritech Cup 1989 è stato un torneo femminile di tennis giocato sul sintetico indoor. È stata la 18ª edizione del torneo, che fa parte della categoria Tier III nell'ambito del WTA Tour 1989. Si è giocato nell'UIC Pavilion di Chicago negli USA, dal 6 al 12 novembre 1989.

## Campionesse

### Singolare
Zina Garrison ha battuto in finale  Larisa Neiland con il punteggio di 6–3, 2–6, 6–4

### Doppio
Larisa Neiland /  Nataša Zvereva hanno battuto in finale  Jana Novotná /  Helena Suková con il punteggio di 6–3, 2–6, 6–3